# Bard (Vall d'Aosta)
Bard (arpità Bard) és un municipi italià, situat a la regió de Vall d'Aosta. L'any 2007 tenia 134 habitants. Limita amb els municipis d'Arnad, Donnas i Hône.

## Llocs d'interès
Per Bard cal visitar el Fort de Bard i el nucli antic, que van ser remodelats cap a l'any 2000 gràcies a fons de la Unió Europea.
- El Fort de Bard, important castell realitzat per a protegir l'entrada en la vall d'Aosta. En el maig de 1800, 400 militars austríacs aconseguiren parar dues setmanes l'exèrcit sencer de Napoleó, el qual va poder vèncer les defenses del fort només recorrent a l'astúcia, és a dir, envoltant el castell. El fort alberga el Museu dels Alps i exposicions temporals.
- El nucli antic, d'origen medieval, on es troba la Casa del Bisbe (italià: Casa del Vescovo o francès: Maison de l'évêque), Casa Valperga, Casa Ciucca i la Casa del rellotge de sol. Destaca el palau de l'antiga família nobiliària Nicole, darrers comtes de Bard, que va ser construïda en el segle viii. Un altre edifici important, la Maison Challant.
- El Museu dels Alps, que està situat en el fort, és un recorregut per a descobrir els Alps gràcies als cinc sentits de l'home. Aquest museu permet fer un insòlit itinerari, que exposa molt bé, a persones de totes les edats, el naixement dels Alps i la seua evolució.

## Transports

### Aeroport
L'aeroport més proper és el de Torí.

### Connexions viàries
La connexió viària principal és l'autopista A5 Torí-Aosta i té una eixida a Pont-Saint-Martin (cap a Itàlia) i una altra a Verrès (cap a França i Suïssa).

## Administració

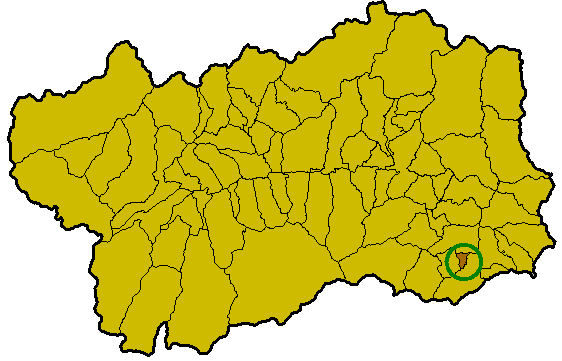
Situació de Bard a la Vall

| Període | Identitat     | Partit        |
| ------- | ------------- | ------------- |
| 2005-   | Cesare Bottan | Llista cívica |